# シューメイカーマイルステークス
シューメイカーブリーダーズカップマイルステークス（Shoemaker Breeders' Cup Mile Stakes）は、アメリカ合衆国のサンタアニタパーク競馬場にて開催される競馬の競走である。

## 概要
グレード制ではGIに類される。芝8ハロンで施行され、出走条件は3歳以上馬。シューメイカーとはアメリカで活躍した騎手。主に西海岸の有力マイラーが同レースに出走してくる。

## 近年の勝ち馬
- 2025年 King Of Gosford
- 2024年 Johannes
- 2023年	Exaulted
- 2022年 Count Again
- 2021年 Smooth Like Strait
- 2020年 Raging Bull
- 2019年 Bolo
- 2018年 Hunt
- 2017年 Bal a Bali
- 2016年 Midnight Storm
- 2015年 Talco
- 2014年 Obviously
- 2013年 Obviously
- 2012年 Jeranimo
- 2011年 Courageous Cat
- 2010年 Victor's Cry
- 2009年 Thorn Song
- 2008年 Daytona
- 2007年 The Tin Man
- 2006年 Aragorn
- 2005年 Castledale
- 2004年 Designed for Luck
- 2003年 Redattore
- 2002年 Ladies Din